# Église Saint-Sulpice de Ladapeyre
Pour les articles homonymes, voir Église Saint-Sulpice.
L'église Saint-Sulpice est une église située à Ladapeyre, dans le département français de la Creuse en France. Construite au XIIIe siècle, elle est inscrite au titre des monuments historiques en 1933.

## Localisation
L'église est située sur la commune de Ladapeyre dans le département français de la Creuse en région Nouvelle-Aquitaine.

## Historique
L'église a été construite au XIIIe siècle.
L'édifice est inscrit au titre des monuments historiques en 1933.